# مرغ دماسنج
مرغ دماسنج(نام علمی: Leipoa ocellata) نام یک گونه از تیره مرغ پابزرگ است.